# Benzo(b)sélénophène
Le benzo[b]sélénophène ou 1-benzosélénophène, de formule chimique C6H4Se, est un composé organique aromatique hétérocyclique. C'est l'analogue du benzofurane ou du benzothiophène dans lequel respectivement l'atome d'oxygène (O) ou de soufre (S) a été remplacé par un atome de sélénium (Se).

## Propriétés physico-chimiques
Le benzo[b]sélénophène présente des propriétés chimiques et des réactivités similaires à celles des autres hétérocycles aromatiques, tels que les benzènes et les thiophènes. C'est est un liquide incolore à faible solubilité dans l'eau, mais soluble dans les solvants organiques. Il a une température d'ébullition de 235°C . Il est une base faible qui peut être protonée pour former des sels de benzo(b)sélénophénium.

## Synthèse et utilisation
La synthèse du benzo[b]sélénophène consiste à réagir un noyau benzothiophène avec un composé sélénium. Deux méthodes sont couramment utilisées : la réaction de la 2,3-dihydrobenzo[b]thiophène avec le dichlorure de sélénium, ou la réaction du dioxyde de sélénium avec le dibromobenzène.
Le benzo[b]sélénophène est un composé chimique qui est utilisé dans une comme solvant, précurseur d'autres composés organosélénium, comme matériau optoélectronique, dans la chimie médicinale et la science des matériaux.

## Sécurité
Le benzo[b]sélénophène présente des risques pour la santé en cas d'ingestion, d'inhalation ou d'exposition prolongée. Il peut entraîner une toxicité aiguë lorsqu'il est ingéré. Une exposition prolongée ou répétée à ce composé peut causer des dommages aux organes, le foie et les reins. De plus, il est très toxique pour les écosystèmes aquatiques, avec des effets néfastes à long terme sur la vie aquatique.